# 조용호 (조선귀족)
조용호(趙龍鎬, 1918년 1월 12일 ~ 1950년 12월 20일)는 일제강점기의 조선귀족으로, 작위는 자작. 본관은 양주, 본적은 경성부 체부동이며 자작 조중수의 차남이다.

## 생애
1940년 10월 자신의 아버지였던 조중수가 받은 자작 작위를 승계받았으며 같은 해 11월 10일 일본 정부로부터 기원 2600년 축전 기념장을 받았다. 1941년 2월 1일 일본 정부로부터 종5위에 서위되었으며 광복 이후인 1949년 8월 반민족행위특별조사위원회에 자신의 조선귀족 습작 사실을 자수했다.
민족문제연구소의 친일인명사전 수록자 명단의 수작/습작 부문, 친일반민족행위진상규명위원회가 발표한 친일반민족행위 705인 명단에 포함되었다.

## 참고자료
- 친일반민족행위진상규명위원회 (2009). 〈조용호〉. 《친일반민족행위진상규명 보고서 Ⅳ-17》. 서울. 47~49쪽.